# Plakobranchus
Plakobranchus es un género de molusco opistobranquio de la familia Plakobranchidae.

## Especies
El Registro Mundial de Especies Marinas reconoce las siguientes especies válidas en el género:
- Plakobranchus ocellatus van Hasselt, 1824
- Plakobranchus papua Meyers-Muñoz & van der Velde, 2016

Especies consideradas un sinónimo:
- Plakobranchus argus Bergh, 1872 aceptada como Plakobranchus ocellatus van Hasselt, 1824
- Plakobranchus camiguinus Bergh, 1872 aceptada como Plakobranchus ocellatus van Hasselt, 1824
- Plakobranchus chlorophacus Bergh, 1873 aceptada como Plakobranchus ocellatus van Hasselt, 1824
- Plakobranchus guttatus Stimpson, 1855 aceptada como Plakobranchus ocellatus van Hasselt, 1824
- Plakobranchus ianthobaptus Gould, 1852 aceptada como Plakobranchus ocellatus van Hasselt, 1824
- Plakobranchus laetus Bergh, 1872 aceptada como Plakobranchus ocellatus van Hasselt, 1824
- Plakobranchus moebii Bergh, 1888 aceptada como Thuridilla moebii (Bergh, 1888)
- Plakobranchus priapinus Bergh, 1872 aceptada como Plakobranchus ocellatus van Hasselt, 1824
- Plakobranchus punctulatus Bergh, 1872 aceptada como Plakobranchus ocellatus van Hasselt, 1824
- Plakobranchus virgata Bergh, 1888 aceptada como Thuridilla virgata (Bergh, 1888)

## Morfología
El cuerpo es alargado y aplanado dorsoventralmente, el notum se conforma con parapodia laterales que se pliegan sobre la superficie dorsal. El ano es de posición anterodorsal, y cuentan con un gran estilete peniano. La cabeza es ancha y aplanada; en sus esquinas anteriores se sitúan los rinóforos. Los dientes son denticulados. Los ojos están en ubicación mediodorsal en una pequeña papila. Cuentan con numerosas lamelas dorsales longitudinales, que contienen ramificaciones de la glándula digestiva. La cola es truncada.

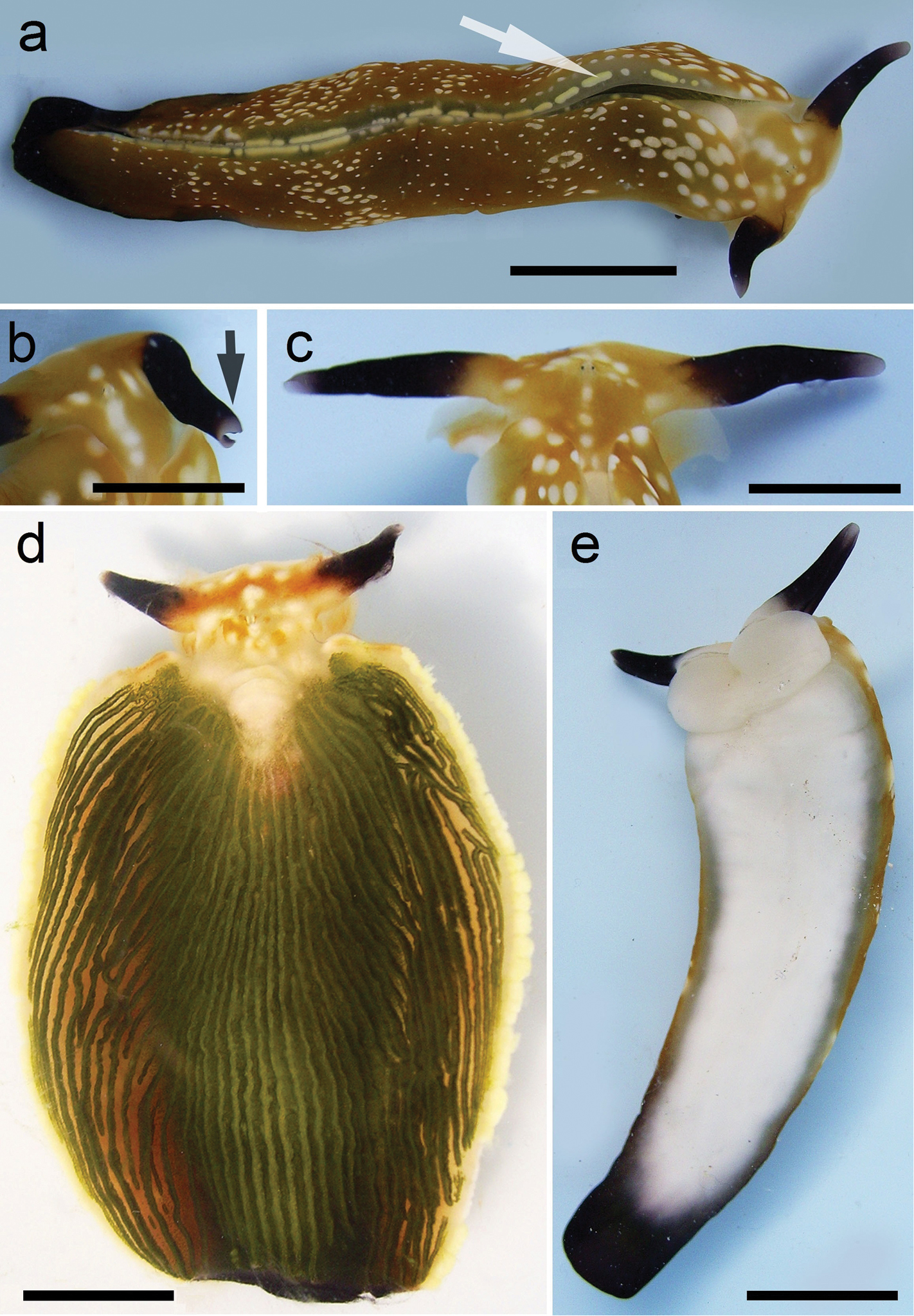
Plakobranchus papua Meyers-Muñoz & van der Velde, 2016. a: Vista dorsal, notum enrollado sobre la superficie dorsal del cuerpo; la flecha muestra motas cortas amarillas a lo largo del borde del notum b: Vista dorsal con detalle del rinóforo enrollado indicado por una flecha c: Detalle de la cabeza, rinóforos, y tentáculos pedales d: Notum abierto con lamelas que contienen ramas de la glándula digestiva y mostrando el área renopericardial e: Vista ventral de prominencia oral bilobulada, pie estrecho, y cola negra truncada. Barras escala: a, d, e = 10 mm; b, c = 5 mm

Alcanzan los 4 cm de longitud.

## Alimentación
Se alimentan de una amplia variedad de algas verdes marinas, Chlorophyta, incluyendo, al menos, hasta cinco especies de la clase Ulvophyceae. También tienen la habilidad de retener cloroplastos funcionales en sus células digestivas, a partir de las algas verdes, siendo animales con la capacidad de realizar la fotosíntesis.

## Reproducción
Son hermafroditas simultáneos que poseen un estilete peniano con el que realizan inseminación hipodérmica. Cuentan con una próstata ramificada, glándulas de albumen y un par de bursae copulatorias secundarias, lo que hace único al género dentro del orden Sacoglossa.

## Hábitat y distribución
Se les encuentra en fondos, reptando o semi-enterrados en arena. Frecuentan lechos de zosteras y arrecifes de coral. Su rango de profundidad es entre 1,5 y 12 m; y el de temperatura entre 23.04 y 29.24 °C.
Su distribución geográfica es en el Indo-Pacífico, abarcando desde las costas de Zanzíbar y el mar Rojo hasta Guam.

## Galería

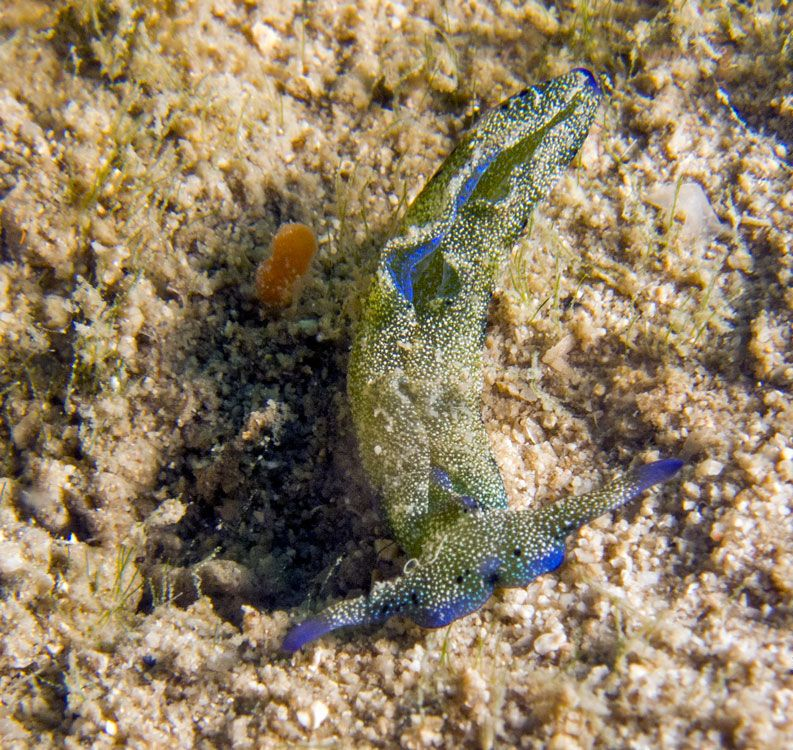
P. ocellatus (sinonimia: Plakobranchus ianthobaptus) en Koh Phangan, Tailandia
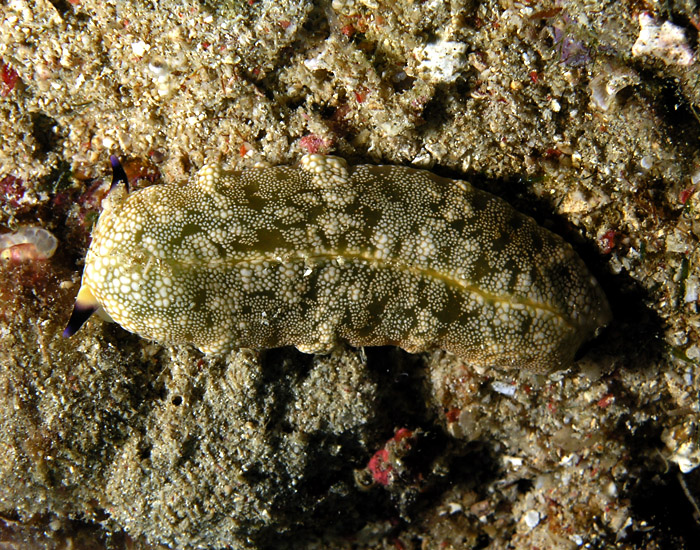
Vista dorsal de P. ocellatus en Timor Leste
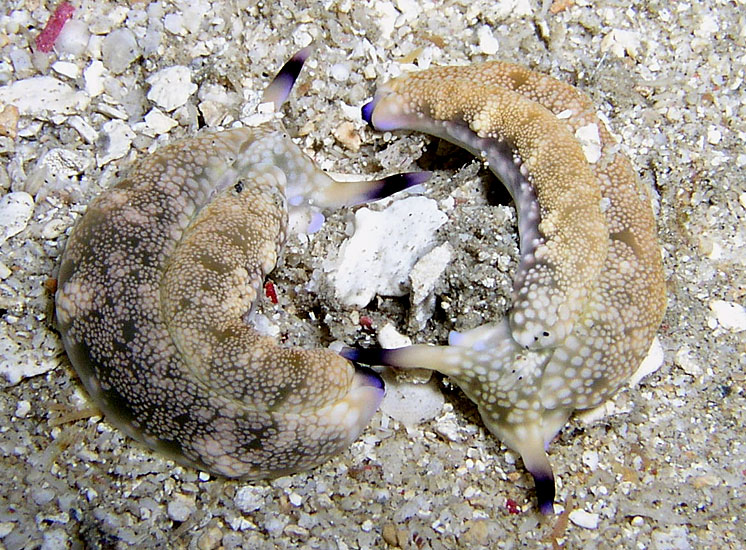
Pareja de P. ocellatus en Timor Leste
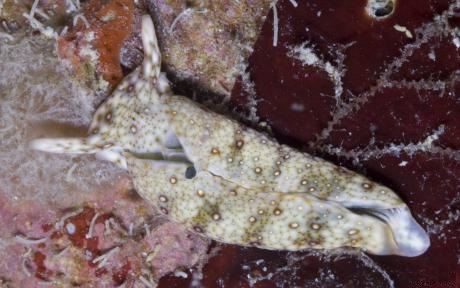
Vista dorsal de P. ocellatus
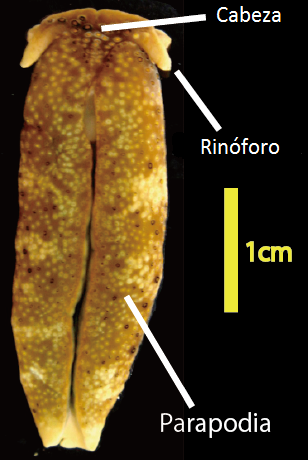
Plakobranchus ocellatus
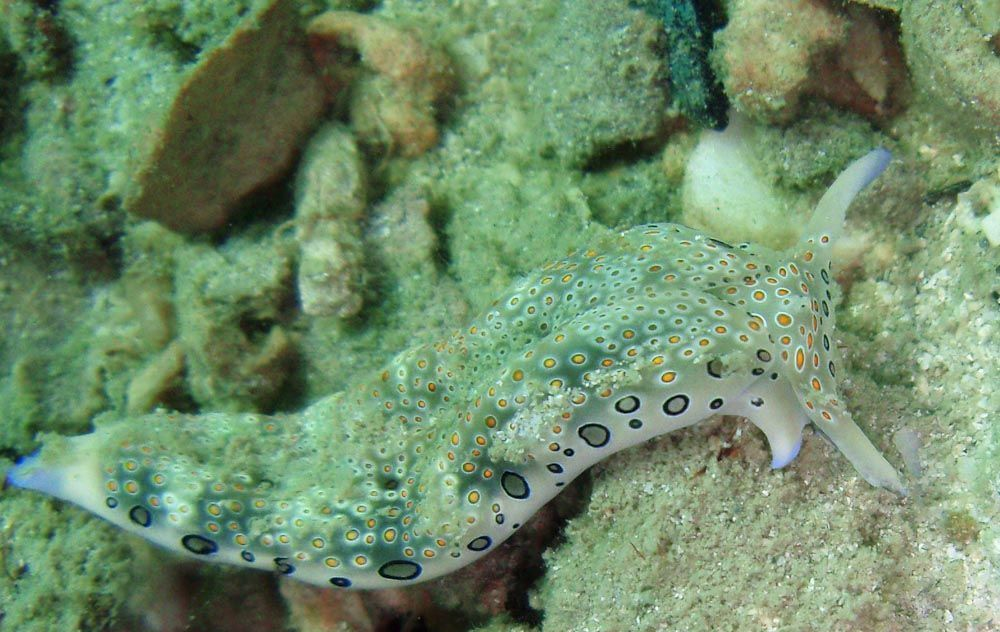
P. ocellatus, en Koh Phangan
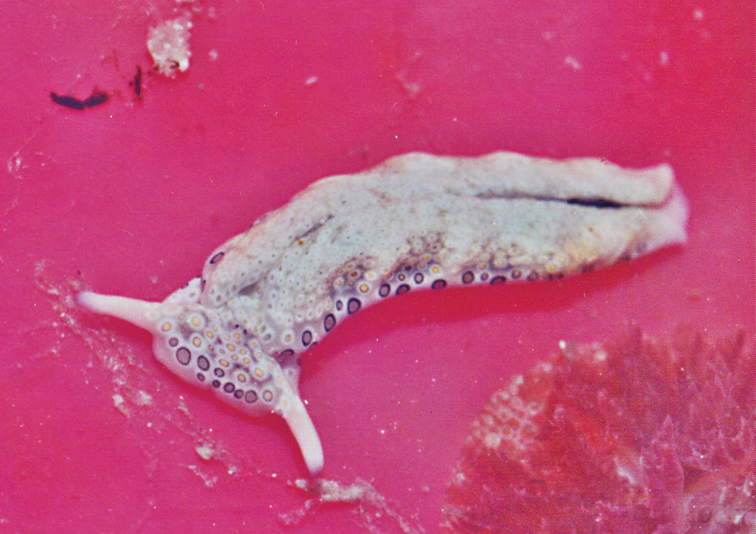
P. ocellatus, en Zanzíbar
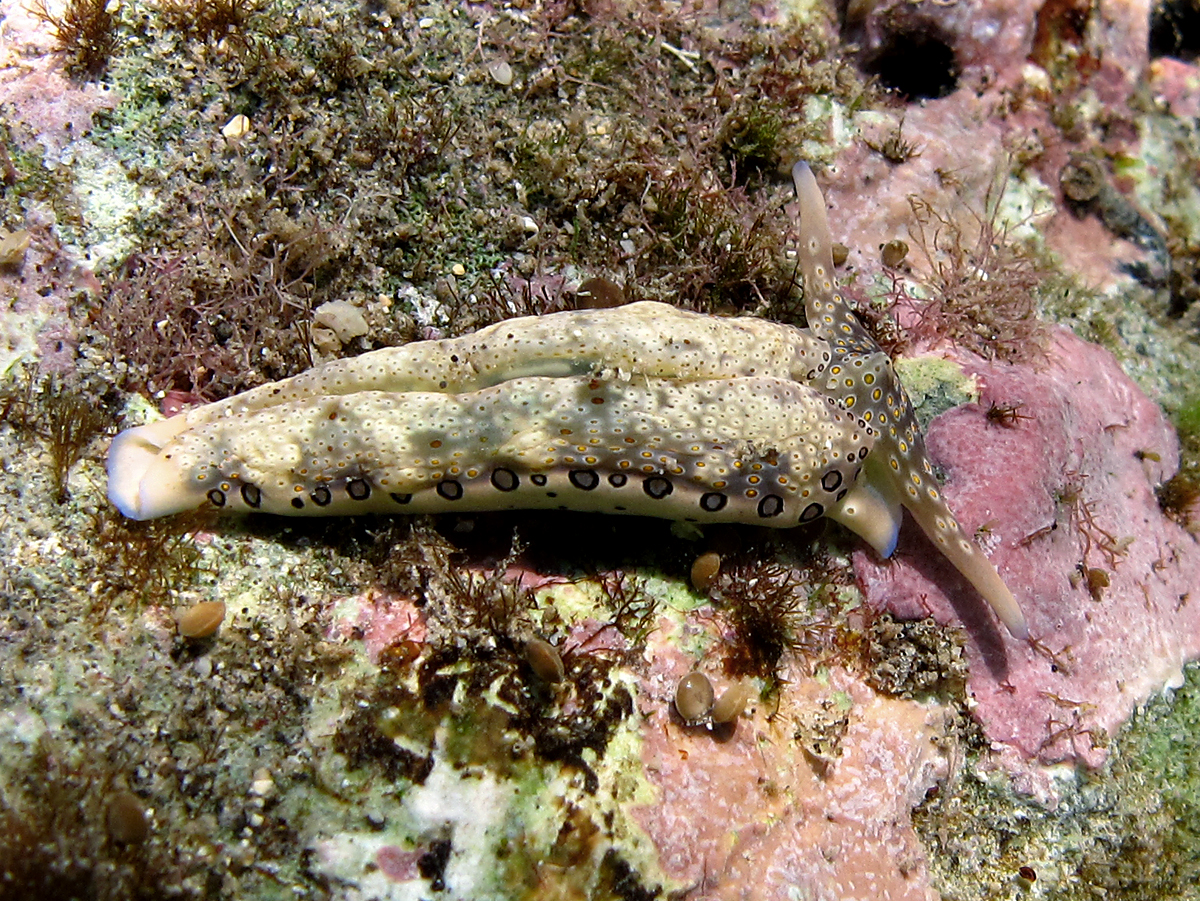
P. ocellatus, en Reunión
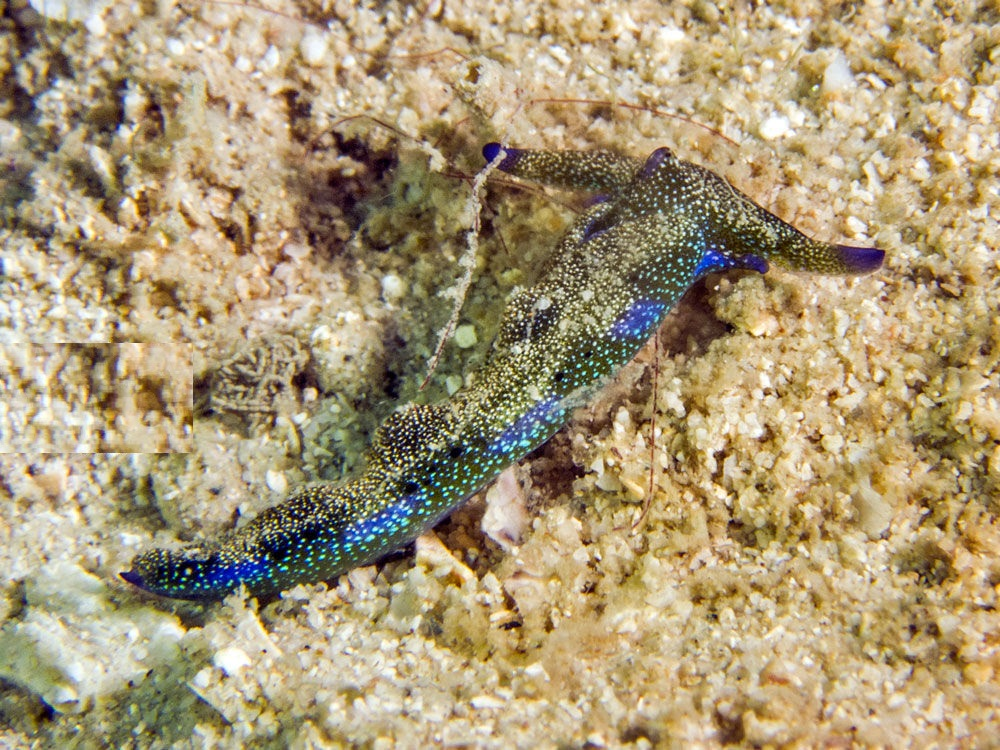
P. ocellatus, en Koh Phangan